# Imogen Sutton
Imogen Sutton ist eine kanadisch-britische Filmproduzentin und Regisseurin. Sie ist die Witwe von Richard Williams und war mit ihm zusammen bei der Oscarverleihung 2016 mit Prologue für den Oscar für den besten animierten Kurzfilm nominiert.

## Leben
Imogen Sutton wurde in Kanada geboren. 1988 drehte sie den Dokumentarfilm Animating Art, der ein ausführliches Interview mit Art Babbitt enthält. Als Filmproduzentin unterstützte Imogen Sutton ihren Ehemann kontinuierlich bei seiner Arbeit. So produzierte sie seinen Zeichentrickfilm The Thief and the Cobbler mit, der mit seiner 31-jährigen Entstehung heute (2017) den Rekord für die längste Produktionszeit eines Filmes hält. Der letzte Drehbuchentwurf stammte noch von seiner Exfrau Margarete French und damit der Vorgängerin von Sutton. Allerdings entzog Warner Bros. Williams den noch nicht fertig gestellten Film 1995 und veröffentlichte ihn in zwei Schnittfassungen.
2008 drehte sie den Dokumentarfilm The Animator’s Survival Kit Animated. Dabei handelt es sich um einen 16-stündigen Lehrfilm basierend auf dem gleichnamigen Buch ihres Mannes, bei dem sie außerdem als Koautor auftrat. Außerdem war sie für die iPad App verantwortlich. Sie produzierte außerdem Williams Kurzfilm Prologue, der ihr zusammen mit ihrem Ehemann eine Oscarnominierung in der Kategorie Bester animierter Kurzfilm sowie eine BAFTA-Nominierung in der Kategorie „Bester britischer animierter Kurzfilm“ einbrachte.